# الخزانة الزيدانية
الخزانة الزيدانية هي مخطوطات تعود لمكتبة السلطان المغربي زيدان الناصر بن أحمد، استولى عليها قراصنة إسبان في عرض مياه المحيط الأطلسي سنة 1612م وهي موجودة اليوم بخزانة الإسكوريال بإسبانيا. المخطوطات ذات أهمية علمية بالغة وهي من أشهر الخزائن العلمية في تاريخ المغرب، حيث تتكون من كتب مكتبة زيدان ووالده السلطان أحمد المنصور الذهبي ومما حازه من مكتبتي أخويه الشيخ المأمون وأبي فارس بعد وفاتهما، وتضم الخزانة الزيدانية دراسات في مختلف المجالات وبلغات متعددة منها التركية والفارسية واللاتينية. كانت تطالب بها الديبلوماسية المغربية منذ القرن السابع عشر، حتى سنة 2009 عندما سمحت إسبانيا للمغرب نسخها على الميكرو فيلم، وسلمها ملك إسبانيا إلى ملك المغرب في 16 يوليو 2013 في زيارة رسمية.

## تاريخ
بعد ثورة ابن أبي محلي سنة 1612م اضطر السلطان زيدان السعدي إلى مغادرة مراكش في اتجاه ميناء آسفي ليسافر منها إلى أكادير، واستأجر سفينة تسمى نوتر دام دي لا غارد (بالفرنسية: notre dame de la garde)‏ تعود للقنصل الفرنسي جان فيليب دي كاستيلو لتحمل نفائسه وخزانة كتبه التي قدرت بأربعة آلاف مخطوط في مختلف فنون العلم والأدب. كانت السفينة على أهبة الإقلاع إلى مرسيليا، لكن غير مسارها وحَمَّلَها خزانته وأمتعته –من بينها التاج والصولجان – وأمر القنصل بحارته بالتوجه إلى مدينة أغادير مقابل 3000 دوكا أو درهما ذهبيا. واكترى سفينة أخرى هولندية لنفسه ولخدمه ولحشمه ولبعض الفرسان المخلصين له، فوصلت السفينتان معا إلى أغادير، في نفس اليوم فغادر زيدان السفينة الهولندية رفقة زوجاته وخدمه، ورفض "دي كاستيلو" إفراغ مركبه قبل أن يؤدي له الثلاثة آلاف درهم ذهبي، وبعد انتظار ستة أيام بسبب تأخر وصول المال بسبب الأحوال المضطربة، فر "دي كاستيلو" من ميناء أغادير قاصدا مرسيا حاملا المكتبة والتاج والصولجان والألبسة وغيرها من الأمتعة، وكان ينوي تقديمها لحاكم مرسيليا "دوك دوكيس" مقابل ما اتفق مع زيدان عليه".إلا أن الظروف قادت السفينة في اتجاه مدينة سلا، فتعرضت لها في الطريق أربع سفن إسبانية واستولت عليها بكل سهولة فاعتقد ملاحوها خطأ بوجود ذهب في الصناديق، فلما فتحوها ولم يجدوا بها إلا الكتب فكروا بتقديمها هدية لملكهم وذلك سنة 1612م فتوجهوا بها إلى مدينة بلنسية، ومن ثم أمر الملك فيليب الثالث الإسباني، بنقل هذه المكتبة الضخمة إلى دير الإسكوريال.

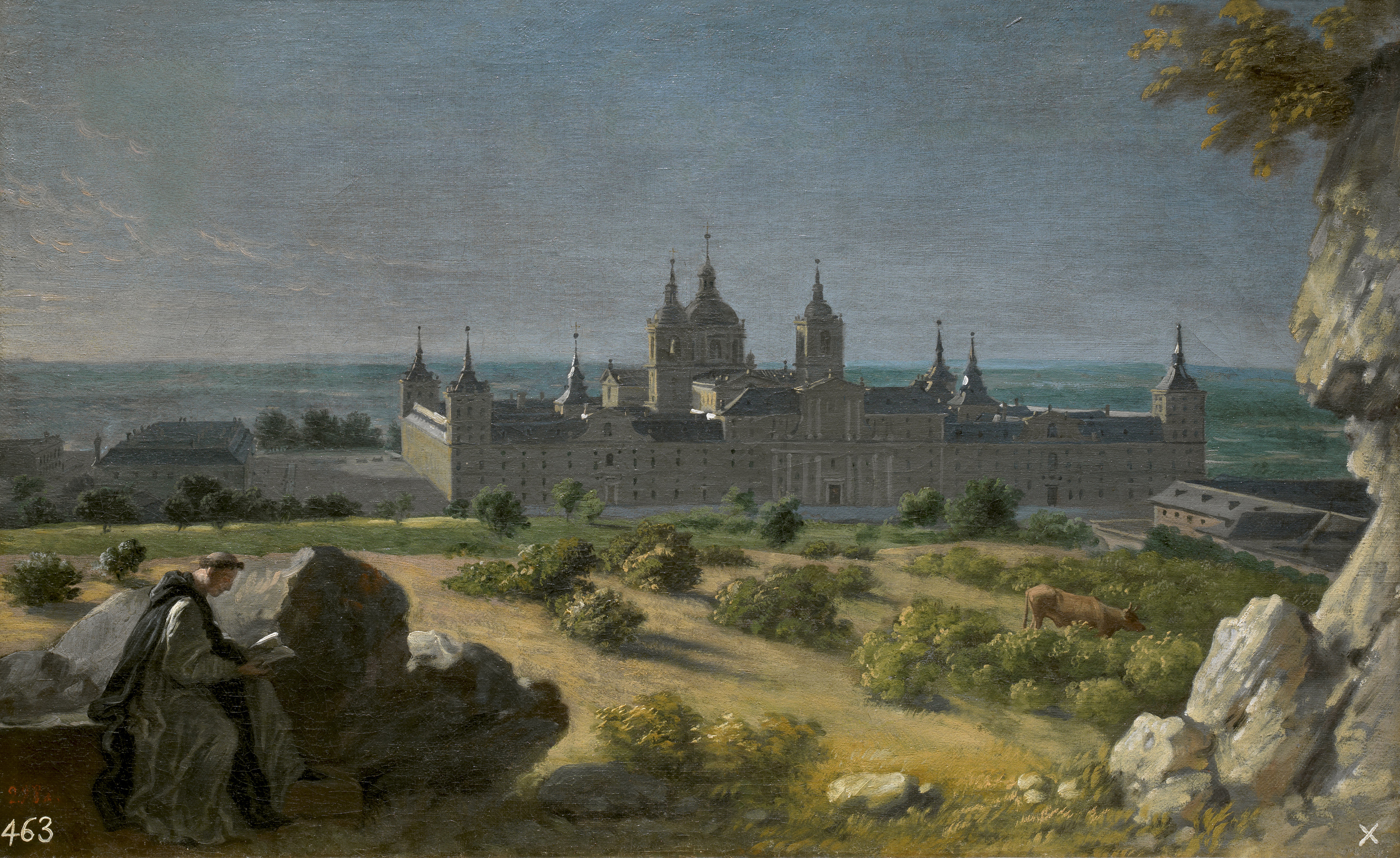
لوحة لدير الإسكوريال شمال غرب مدريد في إسبانيا—موقع الخزانة الزيدانية التي سُرقت في عهد السلطان زيدان الناصر السعدي

وكانت إسبانيا تعطي لنفسها الحق في حجز كل مركب فرنسي يوجد في المياه المغربية وقد تجلى غضب المولى زيدان في الرسائل الموجهة إلى ملك فرنسا لويس الثالث عشر، الذي لم يزد على التبرؤ من عامله كاسطلان الذي سجن بإسبانيا  ولذلك فضل لويس عدم استقبال سفير السلطان أحمد الجزولي لأن الكتب لم تكن بفرنسا وقد شدد السلطان الخناق على الأسرى الفرنسيين واعتقل المبعوث الفرنسي في آسفي نظرا لرفض ملك فرنسا استقبال سفير السلطان سيدي فارس وتقاعسه عن التدخل لدى إسبانيا لإرجاع الكتب المنقولة إلى الاسكوريال وتأزمت العلائق بين البلدين فسجن مازي Mazet وكذلك دوبوي Du Puy الذي نكل به الوليد واعتنق الإسلام.
كما استولى أبو زكرياء الحاحي على جزء من مؤلفات المكتبة في المغرب بعد خروجه من مراكش في اتجاه السوس الأقصى بعدما كان قدم إلى مراكش للدفاع عن السلطان زيدان ضد الثائر ابن أبي محلي. ثم تشتتت البقية الباقية من الخزانة الزيدانية في ربوع المملكة واستقرت في مختلف الخزانات العامة والخاصة. سنة 1671م شب حريق في الإسكوريال أتى على جزء كبير من المخطوطات، ولم يسلم منها إلا حوالي ألفين مخطوط وهي الباقية اليوم من المكتبة الزيدانية في قصر الإسكوريال.

### تصنيفها
قامت الحكومة الإسبانية بدعوة ميخائيل الغزيري للعمل في حقل الترجمة في المكتبة الملكية بمدريد، وكمترجم للملك كارلوس الثالث للغات الشرقية، كما تم تعيينه مديرا لمكتبة الأسكوريال، وذلك سنة 1749م ليقوم بفحص الكتب العربية وتقديم تقرير عن كنوزها للملك بعد دراستها والتعريف بها، وكان لعمله هذه الأثر الحسن عند الإسبان حيث وضع أسس الاستشراق وازدهاره في إسبانيا، ولكن أهم ما قام به هو وضعه لفهرس كبير للمجموعة العربية بمكتبة الأسكوريال، فوضع فهرسه على أسلوب الاقتباسات الموجزة والمطولة في إبراز قيمة المخطوطات ذات الأهمية الخاصة، وترجمة هذه الاقتباسات إلى اللاتينية وأصدر الغزيري في سنة 1760م الجزء الأول من فهرسه اللاتيني الشهير بعنوان:«المكتبة العربية الإسبانية في الأسكوريال»، ومضت بعد ذلك عشرة أعوام أخرى، قبل أن يستطيع الغزيري إصدار المجلد الثاني من فهرسه، وقد صدر في سنة 1770م باللاتينية وبنفس العنوان. وقد تمت ترجمة هذا الفهرس إلى اللغة العربية في عهد السلطان المغربي المولى سليمان (1792-1823) باقتراح الأديب والوزير المغربي محمد بن عبد السلام السلوي، وتوجد منه نسخة فريدة بالخزانة الحسنية بالرباط، في مقدمة التالي:
| الخزانة الزيدانية | {{{1}}} | الخزانة الزيدانية |

وتم التعريب في ربيع الثاني، 1226 هـ، الموافق ل23 مايو 1811م. كما وقام المستشرق الفرنسي ديرانبورغ بوضع فهرس سنة 1884م بعنوان «مخطوطات الإسكوريال العربية»، وفي سنة 1928م نشر المستشرق ليفي بروفنصال جردا للمخطوطات تحت اسم: «قائمة المخطوطات العربية في الإسكوريال».

### مطالب استرجاع الخزانة
بات المغرب يطالب بهذه الخزانة منذ العصر السعدي بدءا بزيدان نفسه ثم ابنه الوليد، كما قام السلاطين العلويون من بعدهم بجهود كبيرة من أجل استرجاع الخزانة الزيدانية. وكل السفارات المغربية إلى إسبانيا في العهد العلوي كانت تطالب ليس فقط بإرجاع المخطوطات الزيدانية ولكن بكل المخطوطات العربية والأندلسية بإسبانيا.
أول محاولة كانت على يد السلطان زيدان نفسه الذي حاول أن يقدم عرضا للتفاوض مع البلاط الإسباني في سبيل استرجاع كتبه، واقترح مقابل ذلك ستين ألف درهم ذهبي، وأعاد محاولاته هذه عدة مرات دون جدوى إلى أن توفي 1037 هـ 1626م. ولم يتوقف خلفاؤه عن طلب إعادة هذه المكتبة، ورغم نهاية أسرة السعديين، استمر المغاربة يلحون على إعادة الكتب في عهد الملوك العلويين.
وتذكر المستعربة الإسبانية نيفيس باراديلا الونسو أن معظم الرحالة العرب الذين زاروا إسبانيا تعرضوا في كتاباتهم إلى الأهمية التي تنطوي عليها الكتب والمخطوطات العربية التي توجد في الأسكوريال. من أبرز هؤلاء الرحالة والديبلوماسيون ثلاثة سفراء مغاربة زاروا إسبانيا في حقب تاريخية متفاوتة، قدموا إليها للتفاوض مع العاهلين الإسبانيين كارلوس الثاني ثم كارلوس الثالث، حول قضية المطالبة بعدد من المخطوطات المغربية الموجودة في الإسكوريال وإعادتها إلى المغرب، وهؤلاء السفراء هم الوزير محمد بن عبد الوهاب الغساني الفاسي الذي كانت سفارته في إسبانيا عام 1011 هـ /1690م في عهد السلطان مولاي إسماعيل، وقد دون رحلته هذه في كتابه «رحلة الوزير في افتكاك الأسير»، ووصف فيه الجناح الذي توجد فيه كتب السلطان ابن زيدان ومخطوطاته بدير الإسكوريل، كما فاوض العاهل الإسباني كارلوس الثاني بشأن إطلاق سراح المسلمين، وكذا إرجاع بعض المخطوطات إلى المغرب، إلا أن الملك الإسباني استجاب للمطلب الأول وماطل في الاستجابة لمطلب المخطوطات، حيث ادعى أنها أحترقت.
والسفير الثاني كان أحمد بن المهدي الغزال سفير السلطان محمد الثالث بن عبد الله إلى العاهل الإسباني كارلوس الثالث سنة 1179 هـ 1766م، والسفير هو صاحب كتاب نتيجة الاجتهاد في المهادنة و الجهاد. واحتلت قضية المخطوطات المغربية مكانا مهما في هذه الزيارة، حيث قام هو الآخر بزيارة الأسكوريال، وسلم له العاهل الإسباني بعض هذه المخطوطات:
| الخزانة الزيدانية | {{{1}}} | الخزانة الزيدانية |

والسفير الثالث هو محمد بن عثمان المكناسي سفير السلطان محمد الثالث لدى بلاط «كارلوس الثالث» الذي زار إسبانيا في الفترة المتراوحة بين 1193 هـ 1194 هـ / 1779م و1780م لعقد معاهدة لتجديد الصلح بين الدولتين، وإطلاق صراح الأسرى الجزائريين بإسبانيا. وهو صاحب كتاب الإكسير في فكاك الأسير، ولم ينس–كسابقيه- زيارة دير الإسكوريال، حيث توقف بالخصوص طويلا عند المخطوطات العربية. 
 وسلم ملك إسبانيا عددا من المخطوطات العربية للسفير، إلا أنها لم تكن من مجموعة الإسكوريال.

## اتفاقية سنة 2009
بعد الجهد البارز الذي قام به عمر عزيمان في مدريد في المفاوضات التي استمرت أربع سنوات مع الجانب الإسباني، تم في ديسمبر 2009، عندما كان يترأس وزارة الثقافة بنسالم حميش، اتفاقية التعاون العلمي بين المكتبة الوطنية بالمغرب ومكتبة الإسكوريال تسمح باستنساخ العديد من المخطوطات العربية خصوصا مخطوطات الخزانة الزيدانية وإعداد نسخ منها على الميكرو فيلم لخدمة للبحث العلمي. الاستنساخ سيشمل حتى مخطوطات الخزانة العامة بتطوان التي تم أخذها خلال فترة الحماية الإسبانية بشمال المغرب. مما سيسهل الأمر على الباحثين المغاربة كي لا يضطرون للانتقال إلى مدريد للإطلاع ولنسخ المخطوطات والوثائق التي تضمها هذه المكتبة.
وجرت مراسيم تسليم 1939 نسخة رقمية من المخطوطات يوم الثلاثاء 16 يوليو 2013 من قبل رئيس مؤسسة التراث الوطني الإسباني خوسي رودريغيث سبتيري قدمها إلى المكتبة الوطنية المغربية بحضور ملك إسبانيا خوان كارلوس والوفد الوزاري المرافق له في زيارة رسمية إلى المغرب، بحضور ملك المغرب محمد السادس.

## وصلات خارجية
- فهرس المخطوطات العربية بالإسكوريال